# Туарма (село)
Туа́рма (чув. Тӑварӑм) — село в Шенталинском районе Самарской области России. Входит в сельское поселение Туарма.

## География
Село Туарма расположено на северо-востоке района и северо-востоке области, у границы с Татарстаном, в 12 км северо-восточнее райцентра Шентала (там же ближайшая железнодорожная станция Шентала) и в 171 км от Самары. Высота над уровнем моря: 133 м. Через село протекает река Камышла (приток Большого Черемшана). Ближайшие населённые пункты — Баландаево, Толчеречье, Аксаково, Подлесная Андреевка, Старое Афонькино.

## История

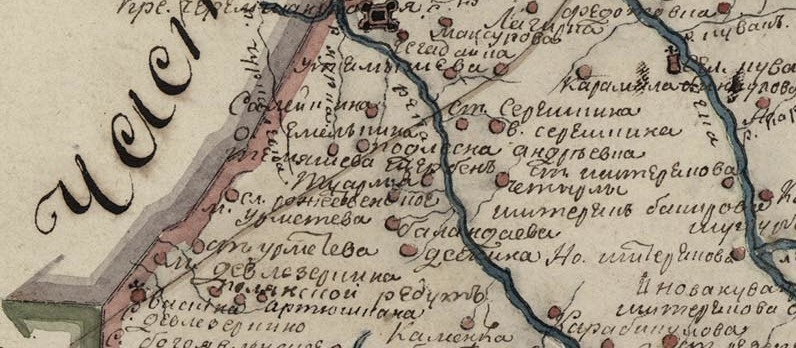
с. Туарма, 1802 год, карта Оренбургской губернии

Исторические названия: Рождественское, Смолькино. Основано в 1750 году ясачными чувашами, переселившимися в основном из деревень Старая Туарма, Верхняя Туарма, Нижняя Туарма и Белый Ключ нынешнего Вешкаймского района Ульяновской области. Жители — чуваши, до 1860-х гг. государственные крестьяне; занимались земледелием, животноводством.

## Население
| Численность населения | Численность населения | Численность населения | Численность населения | Численность населения | Численность населения | Численность населения | Численность населения | Численность населения | Численность населения | Численность населения |
| --------------------- | --------------------- | --------------------- | --------------------- | --------------------- | --------------------- | --------------------- | --------------------- | --------------------- | --------------------- | --------------------- |
| 1762                  | 1795                  | 1823                  | 1870                  | 1889                  | 1897                  | 1910                  | 1928                  | 1989                  | 2002                  | 2010                  |
| 256                   | 143                   | 179                   | 586                   | 724                   | 889                   | 1016                  | 1082                  | 358                   | 298                   | 268                   |

## Инфраструктура
В селе имеется почтовое отделение 446925, школа, медпункт, клуб, при котором действует фольклорный ансамбль «Уллах».
В Туарме располагался объект культурного наследия «Жилые и хозяйственные крестьянские постройки (комплекс)» построенный в конце XIX — начале XX вв. В рамках проведённой государственной историко-культурной экспертизы 24 августа 2020 года было рекомендовано Управлению государственной охраны объектов культурного наследия Самарской области исключить выявленный объект культурного наследия в связи с утратой на 98 %.

## Религия
В 1877 году открыта миссионерская школа, в 1893 году школа грамоты. Село было одним из центров христианского просвещения чувашей Самарского Заволжья.

## Известные уроженцы
- Сержант Рабоче-крестьянской Красной Армии, участник Великой Отечественной войны, Герой Советского Союза (1945) — Григорий Ильич Кузнецов (1907—1974).[6]
- Сельский учитель, участник Великой Отечественной войны, награжденный медалью «За боевые заслуги» — Куликов Пётр Иванович (1923—1967) .[7]
- Сельский учитель, участник Великой Отечественной войны, награжденный орденами Славы III степени, Отечественной войны I степени, двумя медалями «За отвагу» — Анкин Пётр Григорьевич (1925—1993)[8]
- Заслуженный художник России, Член Союза художников России, Лауреат Национальной премии в области современного изобразительного и декоративного искусства — Филиппов Валерий Михайлович.[9]
- Участник Великой Отечественной войны, награжденный орденом Славы III степени — Алянгин Иван Тимофеевич (1919 — 1993).[10]
- Участник Великой Отечественной войны, награжденный медалями «За оборону Москвы», «За отвагу, за победу над Германией в Великой Отечественной войне 1941—1945 г.г.» — Морозов Алексей Васильевич (1919 — 1948).[11]